# Enallopsammia profunda
Enallopsammia profunda is een rifkoralensoort uit de familie van de Dendrophylliidae. De wetenschappelijke naam van de soort is voor het eerst geldig gepubliceerd in 1867 door Pourtalès.